# 佩雷里斯利
48°41′58″N 24°38′22″E / 48.69944°N 24.63944°E
佩雷里斯利（烏克蘭語：Перерісль），是烏克蘭西部伊萬諾-弗蘭科夫斯克州納德沃爾納亞區佩雷里斯利市镇内的村落及其行政中心。始建於1424年，面積17.8平方公里，2001年人口2,430，人口密度每平方公里136.4人。